# Notepad2
Notepad2 – otwarty edytor tekstu dla systemu Microsoft Windows, udostępniony na licencji BSD. Autorem programu jest Florian Barmer. Program został napisany przy użyciu komponentu edycyjnego Scintilla. Pierwsze wydanie programu pochodzi z kwietnia 2004 roku. Notepad2 był tworzony w myśl zasady: mały, szybki i użyteczny.
Program wspiera kolorowanie składni dla języków: ASP, asembler, C, C++, CGI, CSS, HTML, Java, JavaScript, NSIS, Pascal, Perl, PHP, Python, SQL, Visual Basic, VBScript, XHTML i XML.
Autorem polskiej wersji programu jest Krzysztof Knapik. Polska wersja w wydaniu 4.1.24 została dodatkowo wzbogacona o możliwość zastąpienia systemowego Notatnika z poziomu głównego menu programu.